# Ligament interfovéolaire
Le ligament interfovéolaire (ou ligament de Hesselbach ou pilier externe de l'arcade de Douglas) est un ligament de la région inguinale.

## Structure
Le ligament interfovéolaire se situe entre la fosse inguinale médiale et la fosse inguinale latérale, en dessous de l'anneau inguinal profond dont il arrondit son bord inférieur et latéralement au tendon conjoint.
Il correspond à de fibres de renforcement du fascia transversalis entre l'anneau inguinal profond et la ligne arquée de la gaine du muscle droit de l'abdomen.
Il est accompagné dans son trajet par l'artère épigastrique inférieure.

## Fonction
Le ligament interfovéolaire contribue à renforcer la paroi postérieure du canal inguinal et empêche la formation d'une hernie inguinale indirecte.